# Dream City Church

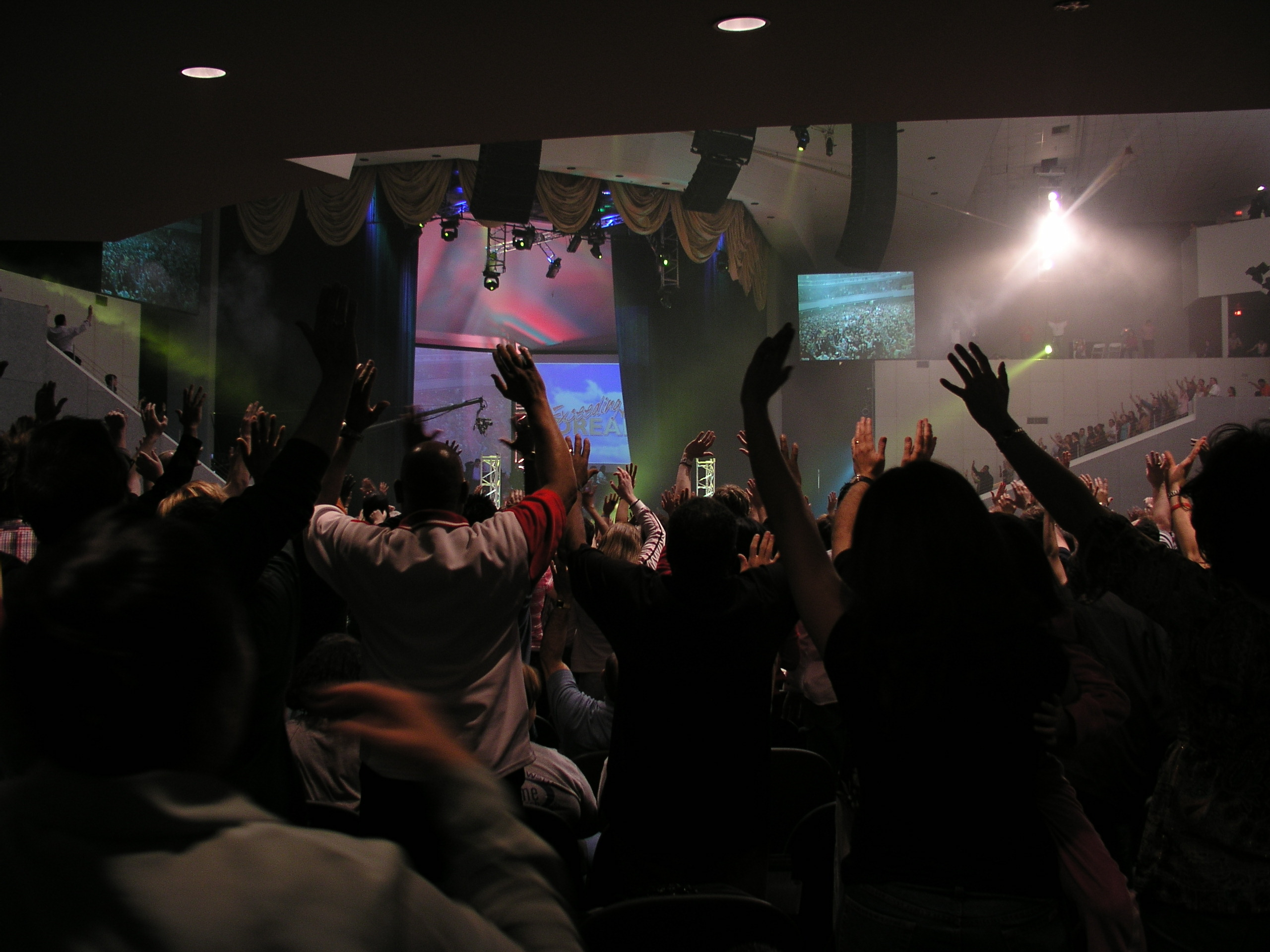
Dream City Church od wewnątrz

Dream City Church (pierwotnie Phoenix First Assembly of God) – zielonoświątkowy megakościół w Phoenix, w stanie Arizona, w Stanach Zjednoczonych, należący do Zborów Bożych.
Według CBS News w 2019 roku kongregacja była 14. co do wielkości megakościołem w Stanach Zjednoczonych zgromadzając cotygodniowo blisko 21 tys. osób. Starszym pastorem kościoła od 2011 roku jest Luke Barnett.
Kościół posiada budynek mieszczący co najmniej 3800 osób. Ma 2. i 3. poziom balkonów na większej części obwodu sali.
Do 2021 roku sieć kościoła rozrosła się do 8 kampusów w 7 różnych miastach: 5 w Arizonie, 1 w Utah, 1 w Nebrasce i 1 w Karolinie Północnej.

## Działalność
Największym wydarzeniem każdego roku jest Szkoła Duszpasterzy, na które przybywa tysiące pastorów i duchownych pochodzących z całego kraju, aby uczyć się od pastora Tommy'ego Barnetta na temat wzrostu Kościoła. Innym ważnym wydarzeniem jest tzw. Wielki Dzień Indyków (Great Turkey Giveaway). To zdarzenie występuje po Święcie Dziękczynienia i polega na dostarczeniu około 3000 indyków dla ubogich rodzin, które autobusy kościoła rozwożą po całym Phoenix. Jeszcze innym wydarzeniem jest Great Toy Giveaway. W okolicach Bożego Narodzenia, kościół rozdaje prezenty dla ponad 10 000 upośledzonych dzieci.
Inne ważne osiągnięcia kościoła Phoenix First to m.in. Dream Center w Los Angeles, The Dream Center Phoenix i Dream City Center w Nowym Jorku. Są to darmowe ośrodki odwykowe dla bezdomnych zapewniające im środki na pokonanie nałogów, nadużyć i innych problemów.